# Dhorfirdi
Dhorfirdi (nep. ढोरफिर्दी) – gaun wikas samiti w zachodniej części Nepalu w strefie Gandaki w dystrykcie Tanahu. Według nepalskiego spisu powszechnego z 2001 roku liczył on 2517 gospodarstw domowych i 11736 mieszkańców (6373 kobiet i 5363 mężczyzn).